# Carl Stockdale

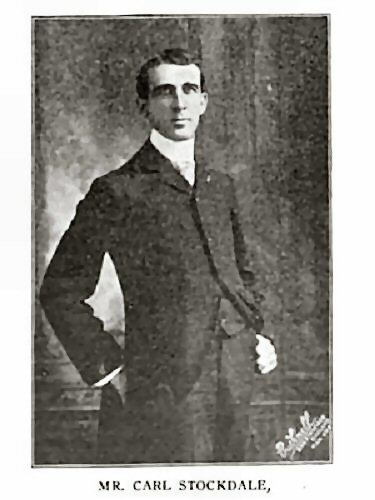
Carl Stockdale

Carl Stockdale, também conhecido como Carlton Stockdale (Worthington, 19 de fevereiro de 1874 – Los Angeles, 15 de março de 1953) foi um ator norte-americano da era do cinema mudo. Ele trabalhou por um longo tempo no cinema, com uma carreira que durou três décadas, 1913 a 1943, atuando em 300 filmes.

## Filmografia selecionada
- Broncho Billy's Last Deed (1913)
- Through Trackless Sands (1914)
- Broncho Billy's Sentence (1915)
- Casey at the Bat (1916)
- Lost and Won (1917)
- $30,000 (1920)
- Office Clerk (1925)
- Cigarette Smoker (1943)